# Hypsiboas wavrini
Hypsiboas wavrini és una espècie de granota que viu al Brasil, Colòmbia, Veneçuela i, possiblement també, a Bolívia i Guyana.
Està amenaçada d'extinció per la pèrdua del seu hàbitat natural.